# Thomas Helbig
Thomas Helbig (* 1967 in Rosenheim) ist ein deutscher Maler und Bildhauer.

## Werdegang
Helbig studierte von 1989 bis 1996 an der Akademie der Bildenden Künste München und am Goldsmiths, University of London. Er lebt und arbeitet in Berlin.

## Werk
Thomas Helbigs Werk umfasst Malerei, Skulptur und Zeichnung sowie fotografische Reproduktionsformen. Bezeichnend für Helbigs Arbeiten ist es, Gegenwärtiges und Vergangenes über Zugriffe auf Figuren, Formen und Formeln aus der Kunstgeschichte sowie der Volks- und Populärkultur collagenhaft, schichtend oder durchscheinend zu verbinden.
„Durch ein Verbergen etwas entdecken, durch ein Verschlüsseln etwas sichtbar machen […]. Das Zerstören ist für mich die Voraussetzung – quasi die Befreiung aus dem Zwangsnaturalismus, dafür dass sich so etwas wie Poesie einstellen kann.“ Thomas Helbig, 2006.
In seinen Übermalungen anonymer Portraits und Genrebildern der Nullerjahre bis zu seinen heutigen figurativen wie abstrakten Arbeiten finden sich neben dem schwebenden Moment von Barock und Konstruktivismus auch kubistische, expressionistische und suprematistische Elemente. „Mit diesen Mitteln“, so der Kunsthistoriker und Kurator Zdenek Felix, „assoziiert Helbig die Geschichte der Moderne, wie sie im Kanon der Stile festgeschrieben ist, um diese Geschichte zugleich zu dekonstruieren.“
Eine konstruktive Dekonstruktion ist auch Helbigs Skulpturen mit ihren schalenartig-harten und aufgebrochenen Oberflächen eigen. Teile dekorativer und technischer Alltagsgegenstände verbinden sich mit Polyurethan und Sprühlack zu zeitlosen Collagen grotesker Gebilde und Zerrbildern von Organismen, die der Künstler selbst, „Stellvertreter einer überkommenen Welt, einer kaputten Kulissenwelt“ nennt. Hier zeigt sich das selbstformulierte Anliegen des Künstlers, einer positivistischen Abbildungskultur eine „Metapher der Tiefe“ entgegenzusetzen und das „Spirituelle zum Thema der Kunst zu machen“.
Die den Assemblagen vorangegangene Zerstörung, in der Helbig Fragmente in einem „mechanischen Gewaltakt aus den Produktbergen der Trivialmoderne bricht“, wird laut Susanne Prinz in eine psychologisch positive Dimension gewendet. Helbigs Inszenierungen, so die Kunsthistorikern und Kuratorin, „entwickeln aus dem zertrümmertem Erbe einer verschwundenen Moderne in unserer von der Oberflächenästhetik netzbasierter Vergnügungs- und Verwertungsketten bestimmten Welt eine eigene poetische Resilienz“.
Mit der Einzelausstellung Die Zukunft der Heiligen (2020/21) und ihren „odem-artigen Formgebungen vor einem kosmisch anmutenden Hintergrund“, erläutert die Kunsthistorikern Cora Waschke, sei Helbig „an die Grenzen des Darstellbaren in der Malerei gegangen“. Auch die historisierten und verfremdeten Portraits in der Einzelausstellung Anciens Régimes (2025) reflektieren die Malerei ebenso wie sie abstrakte Bedeutung hervorbringen. Helbigs Werke, so Waschke weiter, „weisen in dem für sie so charakteristischen Amalgam aus formalen wie inhaltlichen Fragmenten der Kunst- und Kulturgeschichte eine ganz eigene Poesie von spezifischer Bildmächtigkeit auf“.

## Einzelausstellungen (Auswahl)
(Quelle:)
- 2025 Anciens Régimes, Galerie Guido W. Baudach, Berlin
- 2024 Clairvoyance, backstage, Galerie Guido W. Baudach, Berlin
- 2023 Machines’ Trophies, Galerie Guido W. Baudach, Berlin
- 2022 Ultimo Spacio, backstage, Galerie Guido W. Baudach, Berlin
- 2021 Miraggio di Carne, backstage, Galerie Guido W. Baudach, Berlin
- 2020 Der Zukunft der Heiligen, Galerie Guido W. Baudach, Berlin
- 2020 Salon, Treignac Projet, Treignac, Frankreich
- 2017 Zwischen Hund und Wolf, with Ludek Tahousky, Tschechisches Zentrum Berlin (cat.)
- 2018 Use your Relatives. Home, Kunstverein Rosenheim, Rosenheim
- 2018 Ritratti di donne, Galerie Guido W. Baudach, Berlin
- 2016 The Presentation, Galerie Filip Polansky, Prag
- 2016 In a Present, Galerie Thomas Brambilla, Bergamo, Italien
- 2015 Morgenröthe, Galerie Guido W. Baudach, Berlin
- 2013 S, Galerie Rüdiger Schöttle, München
- 2012 Form and Fear and Muse, Galerie Diana Stigter, Amsterdam
- 2012 The Mental Life of Savages, Galerie Guido W. Baudach, Berlin
- 2011 Quiet Days in Salò, Thomas Brambrilla Contemporary, Bergamo, Italien
- 2011 Gehirne (with Armin Boehm), Kunstverein Heppenheim E.V., Heppenheim, Deutschland
- 2010 Thomas Helbig, Jiri Svestka Gallery, Prag
- 2010 Use Your Relatives, China Arts Objects, Los Angeles, USA
- 2010 o. T., Galerie Guido W. Baudach, Berlin
- 2009 Viper in Bosom, Vilma Gold, London
- 2009 WHITE, Galerie Rüdiger Schöttle, München, Deutschland
- 2009 o. T., Mário Sequeira Gallery, Braga, Portugal
- 2008 Complete Birth, Eleni Koroneou Gallery, Athen
- 2008 Remote Pulse, Bortolami, New York
- 2008 Stern der Musen, Kunstverein Oldenburg, Oldenburg (cat.), Deutschland
- 2007 Futur, Galerie Rüdiger Schöttle, München, Deutschland
- 2007 Purgatory. Now., Galerie Diana Stigter, Amsterdam
- 2007 Homo Homini Lupus II, Galerie Guido W. Baudach, Berlin
- 2007 Homo Homini Lupus, China Art Objects, Los Angeles, USA
- 2006 Last World, Bortolami, New York
- 2005 o. T., Modern Art, London
- 2005 Rom, Galerie Guido W. Baudach, Berlin (cat.)
- 2005 o. T., Galerie Rüdiger Schöttle, München, Deutschland
- 2004 Südseehausen, Galerie Guido W. Baudach, Berlin (cat.)
- 2004 o. T., Galerie Ben Kaufmann, München, Deutschland
- 2002 Druidin, Menschenraum, Berlin
- 2001 Danke, Erwin, Galerie Nomadenoase (Golden Pudel Club), Hamburg
- 2000 Die Malerei der Heiden, Montparnasse, Berlin

## Gruppenausstellungen (Auswahl)
(Quelle: )
- 2024/25 Fotografie, Mekan 2, Berlin
- 2024 Intelligence II, argent, Berlin
- 2023 Intelligence. Andrew Gilbert, Thomas Helbig, Erwin Kneihsl, zeitblom, Giesebrechtstraße 6, Berlin-Charlottenburg
- 2022/23 Mix and Match. Die Sammlung neu entdecken, Pinakothek der Moderne München
- 2022/23 The last Terminal. Reflections on the coming Apokalypse, Rib Art Space, Rotterdam
- 2021 The World:Reglitterized, 5. Biennale der Künstler im Haus der Kunst, München
- 2020 Dark Matter, Galerie Guido W. Baudach, Berlin
- 2019 Hymne an die Junge, Märkisches Museum Witten, Witten
- 2019 „Where higher beings commanded, …“ – Heinrich Nüsslein & Friends, Galerie Guido W. Baudach, Berlin
- 2019 TEN / contemporary German art from the collection of the Adam Gallery, The Gallery of Fine Arts, Ostrava, Tschechien
- 2018 Still Life, Galerie Rüdiger Schöttle, München
- 2018 Manifestations, Galerie Guido W. Baudach, Berlin
- 2017 Metamorphosis, curated by Felix Zdenek, KAI 10 | Arthena Foundation, Düsseldorf
- 2017 Metamorphosis, curated by Felix Zdenek, Galerie Guido W. Baudach, Berlin
- 2017 Metamorphosis, curated by Felix Zdenek, Galerie SVIT, Prague
- 2016 The Big Other, Galerie Tanja Wagner, Berlin
- 2015 Turn of a Century, Galerie Guido W. Baudach, Berlin
- 2015 Wo ist hier? #2: Raum und Gegenwart. Bildhauerei und Installation seit 2000, Kunstverein Reutlingen, Reutlingen, Deutschland
- 2015 FRISCH aus Berlin. Einblicke in eine Berliner Privatsammlung, Stadtmuseum Oldenburg, Oldenburg (cat.), Deutschland
- 2014 Feels Like Heaven, Sommer Contemporary Art, Tel Aviv
- 2014 Sein und Zeit, Galerie Bernd Kugler, Innsbruck, Austria
- 2014 Luggage and observations, Galerie Klaus Gerrit Friese, Stuttgart, Deutschland
- 2014 Paperworlds, Collectors Room Stiftung Olbricht, Berlin
- 2013 Painting Forever! Keilrahmen, KW Institute for Contemporary Art , Berlin
- 2013 Too Big or Not too Big - Summer Show, Thomas Brambilla, Bergamo, Italien
- 2013 The Inevitable Figuration, Museo Pecci, Prato, Italien
- 2013 Ein Vages Gefühl des Unbehagens. Thomas Helbig - Victor Man - Helmut Stallaerts, Museum Dhont-Dhaenens, Deurle, Belgium
- 2013 Museum Dhondt-Dhaenens, Vages Gefühl des Unbehagens. Thomas Helbig - Victor Man - Helmut Stallaerts, Deurle, Belgien
- 2012 Private/Corporate VII, Doron Sebbag Art Collection, O.R.S Ltd., Tel Aviv, and Daimler Art Collection, Daimler Contemporary, Berlin
- 2012 Alpenrepublik, Kunstraum Innsbruck (cat.), Austria
- 2012 Collaborations & Interventions, Centro Cultural Andratx, Spain
- 2012 Accelerating Toward Apocalypse, Doron Sebbag ArtCollection, ORS Ltd., Tel Aviv (cat.)
- 2011 Gesamtkunstwerk: New Art from Deutschland, Saatchi Gallery, London (cat.)
- 2011 Diktatur Charlottenburg, Kosmetiksalon Babette, Berlin
- 2011 Impossible Vacation, White Flag Projects, St. Louis, USA
- 2011 a painting show, Autocenter, Berlin
- 2011 What a serious horror writing a play, Show 3, Kienzle Art Foundation, Berlin
- 2010 von hier gehen wir, Galerie Matthias Jahn, München
- 2010 Thomas Bambrilla Contemporary Art, Bergamo, Italien
- 2010 Rod Bianco Gallery invites Galerie Guido W. Baudach, Rod Bianco Gallery, Oslo
- 2010 Gegen die Form. Informel 1954–2010, Cruise & Callas, Berlin
- 2010 100th Exhibition, Autocenter, Berlin
- 2010 Danke Frau Antje, Galerie Diana Stigter, Amsterdam
- 2009 amor fati, Galerie Guido W. Baudach, Berlin
- 2009 Germania: New Art from Deutschland, The Saatchi Gallery, London
- 2009 The Collection of Wilfried & Yannicke Cooreman, Museum Dhondt-Dhaenens, Deurle (cat.), Belgium
- 2009 Go Sinnlich, Eleni Koroneou Gallery, Athen
- 2009 Crisscross, Wannieck Gallery, Brno, Tschechien
- 2009 1999, China Art Objects Gallery / Cottage Home, Los Angeles
- 2009 BERLIN2000, PaceWildenstein, New York (cat.)
- 2009 Underclass Atavism, Galleria Gentili, Prato, Italien
- 2008 Das zweite Gesicht, Sammlung Südhausbau, München, Deutschland
- 2008 Mare Humorum 1, Hiromi Yoshii Gallery, Tokyo
- 2008 No Illusions, Kai 10 / Raum für Kunst, Düsseldorf (cat.), Deutschland
- 2008 Emerson vs. Nietzsche, China Art Objects Gallery at Cottage Home, Los Angeles
- 2008 Red Wind, Blum & Poe, Los Angeles
- 2008 That’s The Way It Is, Galerie Guido W. Baudach, Berlin (cat.)
- 2008 Son of..., Musée des Beaux-Arts de Tourcoing, Tourcoing (cat.), France
- 2008 Depletion. Works from the Doron Sebbag ArtCollection, ORS Ltd., Tel Aviv Museum of Art, Tel Aviv (cat.)
- 2008 Hedwig, Albert Baronian, Brüssel
- 2008 Daydreams & Dark Sides, Künstlerhaus Bethanien, Berlin
- 2008 Yellow Snow, La Maison Jaune (Patricia Low Contemporary), Gstaad, Schweiz
- 2007 Euro-Centric. Part 1, Rubell Family Collection, Miami (cat.)
- 2007 XXS (Extra Extra Small), Sommer Contemporary Art, Tel Aviv
- 2007 return to forever, forever and a day Büro, Berlin
- 2007 Looking up, Galeria Mário Sequeira, Braga, Portugal
- 2007 Imagination Becomes Reality, ZKM Zentrum für Kunst und Medientechnologie, Karlsruhe (cat.), Deutschland
- 2007 Die Macht des Dinglichen – Skulptur heute!, Georg-Kolbe-Museum, Berlin (cat.)
- 2007 Kommando Friedrich Hölderlin Berlin, Galerie Max Hetzler, Berlin (cat.)
- 2007 Heretic & Co. – The Golden City, Jiri Svestka, Prag
- 2006 Rings of Saturn, Tate Modern, London
- 2006 Imagination Becomes Reality. Part IV: Borrowed Images, Sammlung Goetz, München (cat.), Deutschland
- 2006 Ketzer & Co. – Montage auf der Achse Brünn-Berlin, Haus der Kunst, Brno (cat.), Tschechien
- 2006 The Afternoon of a Faun, Eleni Koroneou Gallery, Athen
- 2005 Papier, Galerie Guido W. Baudach, Berlin
- 2005 Nicht mit Steinen werfen, Galerie Anita Beckers, Frankfurt, Deutschland
- 2004 Guido W. Baudach, Galerie Guido W. Baudach, Berlin
- 2004 Kommando Pfannenkuchen, Daniel Hug Gallery, Los Angeles
- 2004 Maschenmode, Galerie Karl-Heinz Meyer, Karlsruhe, Deutschland
- 2003 Im Helbo, Brotherslasher, Köln (cat.), Deutschland
- 2003 Hands up, baby, hands up!, Kunstverein Oldenburg, Deutschland
- 2003 Painting on the roof, Museum Abteiberg, Mönchengladbach (cat.), Deutschland
- 2002 TIERE, Elternhaus Thomas Palme, Immenstadt im Allgäu, Deutschland
- 2002 FRIEDE, FREIHEIT, FREUDE, Galerie Guido W. Baudach, Berlin
- 2002 Große Kunstausstellung Sommer 2002 im Pazifik, Pazifik, Berlin
- 2002 Urwald, Privatwohnung Hajo von Gottberg, Berlin
- 2002 Schöne Aussicht, Herr Schweins, Galerie Otto Schweins, Köln, Deutschland
- 2001Viva November, Städtische Galerie Wolfsburg, Wolfsburg (cat.), Deutschland
- 2001 Brown, The Approach, London
- 2001 Montana Sacra (Circles 5), ZKM, Karlsruhe (cat.), Deutschland
- 2001 Im Wandel der Liebe zu uns selbst und des Gesichtssinns im allgemeinen (Deutsch Britische Freundschaft), Maschenmode, Berlin
- 2001 Cover Versions, The Trade Apartement, London
- 2000 Die Gefahr im Jazz (Deutsch Britische Freundschaft), Künstlerwohnung Strassburger Strasse, Berlin
- 1999 26 Heteros, Galerie Linda, Köln, Deutschland
- 1999 Heart & Soul Group Show, Long Lane Studios, London
- 1999 The proactive seizure of eternity, The Trade Apartement, London
- 1998 Humdrum Blue, The Trade Apartement, London
- 1998 Show me the money 3, 8 Dukes - Mews, London
- 1998 Surfacing - contemporary drawing, ICA, London
- 1998 Nobody helps anybody (Deutsch Britische Freundschaft), Unit 6/7, London
- 1998 Printemps (Deutsch Britische Freundschaft), Unit 6/7, London
- 1997 The Powder Room, Port Betaald, Rotterdam, Niederlande
- 1996 Percept, Künstlerwerkstatt Lothringer Strasse, München, Deutschland

## Publikationen
- 2008 Thomas Helbig. Homo Homini Lupus (Ausst. Kat. / Exh. cat.), Oldenburger Kunstverein, Guido W. Baudach / Stefania Bortolami / Steve Hanson / Rüdiger Schöttle (Hgs. / Eds.), Ostfildern 2008. ISBN 978-3-7757-2164-6 – Gertrude Wagenfeld-Pleister, „Vorwort“, S. 6 / „Foreword“, S. 7. – Zdenek Felix, „Die Trümmer der Moderne“, S. 9–12 / „Modernism’s Ruins“, S. 15–18. – Veit Loers, „Thomas Helbigs Pandämonium“, S. 21–23 / „Thomas Helbig’s Pandemonium“, S. 24–26.
- 2005 Thomas Helbig. Rom (Ausst. Kat. / Exh. cat.), Galerie Guido W. Baudach, Guido W. Baudach / Rüdiger Schöttle (Hgs. / Eds.), Verlag H+K, Berlin 2005 ISBN 3-9808063-8-3 – Berthold Reiß, „Thomas Helbig – Wie konnte die Welt wieder unfertig werden, nachdem sie fertig war“. / Berthold Reiß, „Thomas Helbig – How could the world become unfinished again when it was already finished?“.
- 2004 Thomas Helbig. Südseehausen (Ausst. Kat. / Exh. cat.), Maschenmode, Guido W. Baudach (Hg. / Ed.), Verlag Heckler und Koch, Berlin 2004. ISBN 3-9808063-8-3 – Thomas Groetz, „Leben im Stamm“.

## Essays (Auswahl)
- 2023 Intelligence. Andrew Gilbert, Thomas Helbig, Erwin Kneihsl, zeitblom, Giesebrechtstraße 6, Berlin. ISBN 978-3-00-078587-0 – Cora Waschke, „Thomas Helbig“, S. 21, 71.
- 2021 The World:Reglitterized (Ausst. Kat. / Exh. cat.), Haus der Kunst, 30.07. – 10.09.2021, München 2021. – Susanne Prinz, „Thomas Helbig“, S. 12.
- 2017 METAMORPHOSIS (Ausst. Kat. / Exh. cat.), KAI 10/Arthena Foundation Düsseldorf, Guido W. Baudach Berlin, Svit Gallery Prag, März – August 2017, Bielefeld 2017. – Zdenek Felix, „Theater der Anspielungen“ / „Theater of Illusions“, S. 32 – 33 / S. 33–34. ISBN 978-3-95476-192-0
- 2017 Zwischen Hund und Wolf/Between Dog and Wolf. Thomas Helbig, Luděk Rathouský, (Ausst. Kat. / Exh. cat.) Tschechisches Zentrum Berlin, 24.02. – 06.04.2017, K.A. – Cora Waschke, „Thomas Helbig. Magie und Verbannung“, k. A.
- 2013 LA FIGURAZIONE INEVITABILE una scena della pittura oggi, (Ausst. Kat. / Exh. cat.), Museo Pecci, Prato 2013
- 2012 The Roundel, 100 Artists Remake a London Icon (Ausst. Kat. / Exh. cat.), Art on the Underground, London 2012.
- 2012 Alpenrepublik (Ausst. Kat. / Exh. cat.), Kunstraum Innsbruck 2012.
- 2012 Accelerating Toward Apocalypse (Ausst. Kat. / Exh. cat.), Doron Sebbag ArtCollection, ORS Ltd., Tel Aviv 2012.
- 2011 Gesamtkunstwerk (Ausst. Kat. / Exh. cat.), Saatchi Gallery, London 2011.
- 2009 When the mood strikes ... Collection Wilfried & Yannicke Cooreman (Ausst. Kat. / Exh. cat.), Museum Dhondt-Dhaenens, Waregem 2009.
- 2009 BERLIN2000 (Ausst. Kat. / Exh. cat.), PaceWildenstein, Rhode Island 2009.
- 2009 Germania (Ausst. Kat. / Exh. cat.), Saatchi Gallery, London 2009.
- 2008 No Illusions (Ausst. Kat. / Exh. cat.), Kai 10 I Raum für Kunst, Monika Schneetkamp / Zdenek Felix (Hgs. / Eds.), Düsseldorf 2008.
- 2008 That’s The Way It Is (Ausst. Kat. / Exh. cat.), Galerie Guido W. Baudach Guido W. Baudach (Hg. / Ed.), Berlin 2008. – „Expressivität, Religion, Moderne“, Guido W. Baudach and Thomas Groetz im Gespräch.
- 2008 Son of... (Ausst. Kat. / Exh. cat.), Musée des Beaux-Arts de Tourcoing, Evelyne-Dorothée Allemand / Yannick Courbès (Hgs. / Eds.), La Monoise 2008.
- 2007 La Boum III (Ausst. Kat. / Exh. cat.), Robert Crotla (Hg. / Ed.), Warschau 2007.
- 2007 Euro-Centric. Part 1 (Ausst. Kat. / Exh. cat.), Rubell Family Collection, Miami 2007.